# Mników (województwo małopolskie)
Mników – wieś w Polsce, położona w województwie małopolskim, w powiecie krakowskim, w gminie Liszki, u wylotu Doliny Mnikowskiej.

## Części wsi
| SIMC    | Nazwa    | Rodzaj     |
| ------- | -------- | ---------- |
| 0325618 | Baczyn   | przysiółek |
| 0325535 | Bory     | część wsi  |
| 0325541 | Dziady   | część wsi  |
| 0325558 | Gaik     | część wsi  |
| 0325564 | Górka    | część wsi  |
| 0325570 | Piła     | część wsi  |
| 0325587 | Skałki   | część wsi  |
| 0325593 | Skały    | część wsi  |
| 0325601 | Zarymnie | część wsi  |

## Historia
Pierwsza wzmianka o wsi pochodzi z 1384 roku. Właścicielami byli kolejno: Piotr z Mnikowa, Jan Kożuszek z Mnikowa, Marcin Frykacz z Mnikowa, Piotr Frykacz z Mnikowa, Mikołaj Wolski.
Mikołaj Wolski z inspiracji papieża Klemensa VIII, zaproponował kamedułom z eremu Montis Coronae w Italii fundację w Krakowie. 22 lutego 1604 r. aktem w urzędzie grodzkim w Krakowie zapisał na rzecz fundacji wsie Mników i Mnikówek.
Murowany folwark wybudowany przez kamedułów w XVIII w. wraz z jedną trzecią areału ziemi (95 ha) wydzierżawiło w 1928 r. zgromadzenie ss. Albertynek. Pozostałą część (200 ha) zakupił Józef Nieniewski. Po upaństwowieniu ziemi w 1950 r., majątkiem zarządzała rolnicza spółdzielnia produkcyjna.
W latach 1975–1998 w województwie krakowskim.

## Zabytki
Obiekt wpisany do rejestru zabytków nieruchomych województwa małopolskiego.
- Założenie podworskie dwór, zabudowania gospodarcze ułożone w czworobok, park.

## Inne zabytki
- Pozostałości grodziska zwanego „Góra Zamkowa” lub „Zamczysko” usytuowanego na grzbiecie skalnego wzniesienia nad Doliną Mnikowską. Na jego terenie odnaleziono fragmenty ceramiki kultury łużyckiej[11]. Grodzisko używane było również w okresie wczesnego średniowiecza[9];
- ślady fortyfikacji niemieckich z lat 1944–1945.

## Turystyka
- Dolina Mnikowska
- Rezerwat przyrody Dolina Mnikowska
- Wąwóz Półrzeczki
- Jaskinia na Łopiankach
- Rezerwat przyrody Zimny Dół